# Bătălia de la Prinitza
Bătălia de la Prinitza a avut loc în 1263 între forțe ale Imperiului Bizantin, care mărșăluiau pentru a cuceri Andravida, capitala Principatului latin Ahaia, și o mică forță latino-aheiană. Aheii au lansat un atac surprinzător asupra forței bizantine mult superioare și prea încrezătoare, au învins-o și au împrăștiat-o, salvând temporar principatul de cucerire.

## Context
În bătălia din Pelagonia (1259), forțele împăratului bizantin Mihail al VIII-lea Paleologul (domnie 1259-1282) au ucis sau au prins majoritatea nobililor latini din Principatul Ahaia, inclusiv pe prințul William al II-lea de Villehardouin (domnie 1246–1278). În schimbul libertății sale, acesta a fost de acord să predea o serie de cetăți din partea de sud-est a peninsulei Moreea. El a făcut, de asemenea, un jurământ de loialitate față de Mihail, devenind vasalul său și a fost onorat ca naș al unuia dintre fiii lui Mihail, de asemenea a primind titlul și funcția de megas domestikos. La începutul anului 1262, William a fost eliberat, iar forturile din Monemvasia și Mistras, precum și districtul Mani, au fost predate bizantinilor.
Cu toate acestea, acordul a fost de scurtă durată: înființarea unei mici provincii în Moreea a fost pentru Paleologi doar primul pas pentru recuperarea întregii peninsule, iar William a fost, de asemenea, implicat în eforturile latine de a contracara împăratul și de a recâștiga Constantinopolul. În consecință, la scurt timp după întoarcerea sa în Moreea, William și-a rezolvat diferențele cu venețienii în privința feudei Negroponte și a negociat cu aceștia și cu Papa pentru acțiuni comune împotriva lui Mihail Paleologul. În iulie, papa Urban al IV-lea a anulat jurămintele lui William către împărat și a făcut apel la prinții occidentali pentru ajutor împotriva bizantinilor „schismatici”.
La sfârșitul anului 1262, William a vizitat regiunea Laconia însoțit de un alai înarmat. În ciuda concesiunilor sale către bizantini, el a păstrat în continuare controlul majorității regiunii Laconia, în special orașul Lacedemonia (Sparta) și baroniile de Passavant (Passavas) și Geraki. Această manifestare a forței armate a îngrijorat garnizoanele bizantine, iar guvernatorul local, Mihail Cantacuzino, a trimis un sol împăratului Mihail ca să ceară ajutor.

## Debarcări bizantine și campania din Laconia

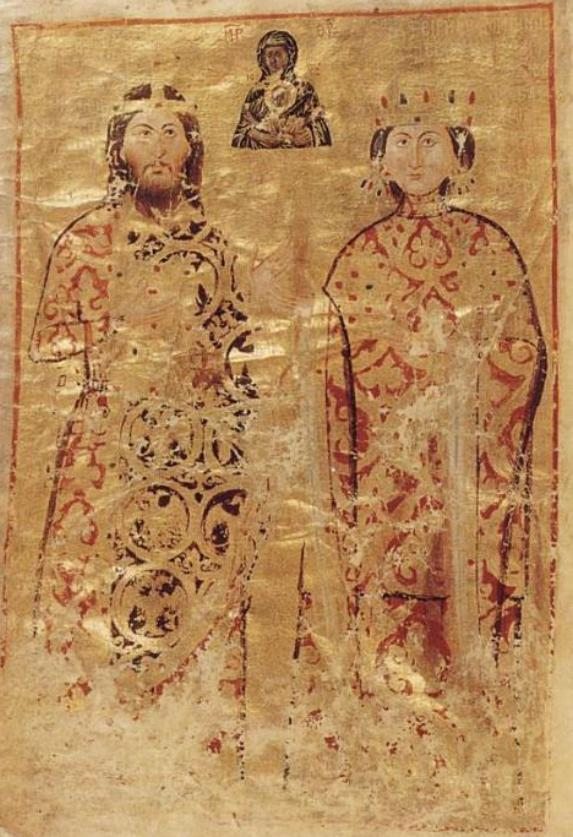
Constantin Paleologul și soția sa Irene

Se consideră, în mod tradițional, că această primă expediție bizantină majoră în Moreea a fost formată din două valuri, unul în toamna anului 1262 și unul în primăvara următoare. Mihail al VIII-lea l-a trimis inițial pe parakoimomenos-ul Ioan Makrenos în Moreea cu 1.500 de mercenari turci și aproximativ 2.000 de greci anatolieni, precum și cu acordarea de privilegii locuitorilor din Laconia care vor trece de partea bizantinilor. La debarcare, oamenii din Tsakonia, districtul Kinsterna și slavii de pe Muntele Taygetos s-au adunat cu toții pentru a se înrola în expediția bizantină. Makrenos a raportat către capitală condițiile favorabile pe care le-a găsit și i-a spus lui Mihail al VIII-lea că întreaga peninsulă era „coaptă” (pregătită) pentru a fi preluată cu doar câțiva oameni în plus. Împăratul l-a trimis apoi pe fratele său vitreg, sebastokrator-ul Constantin Paleologul, în fruntea altor 1.000 de oameni și cu mai mulți bani, în Moreea. Ca parte a tratatului încheiat cu Mihail și a rivalității tradiționale cu Republica Venețiană, Republica Genova a furnizat nave și marinari pentru transportul bizantinilor în Moreea, în timp ce mica flotă bizantină a fost trimisă să hărțuiască feudele latine din insulele Eubea și Ciclade.
După sosirea la Monemvasia, sebastokrator-ul Constantin a început să întărească și să extindă autoritatea imperială în Laconia: a ridicat o serie de forturi pentru a ține slavii din Taygetos sub control, apoi a asediat Lacedaemon, în timp ce flota imperială a pus mâna pe coastele sudice ale Laconiei. Cronica nu raportează aceste evenimente în afară de asediul de la Lacedaemon, dar Pachymeres, Nikephoros Gregoras și Sanudo consemnează că „ciocniri zilnice” au avut loc cu francii și că mai multe cetăți au căzut în mâinile trupelor imperiale; acestea nu sunt denumite, dar trebuie să fi inclus castelele Passavant, Geraki și Beaufort (Leuktron). Până în 1264, doar Lacedaemonul pare să mai fi rămas în mâinile francilor din regiune. Între timp, William a călătorit în Corint pentru a cere ajutorul celorlalți prinți latini ai Greciei. Cu toate acestea, aceștia nu au fost dispuși să-i vină în ajutor, în timp ce mulți dintre supușii greci ai lui William s-au alăturat bizantinilor. Constantin Paleologul a văzut acest lucru ca pe o oportunitate de a cuceri pe loc principatul lui William. Abandonând asediul fără efect al Lacedaemonului, el a mărșăluit cu armata pe lângă râurile Eurotas și Alfios spre capitala principatului, Andravida, aflată pe coasta de nord-vest a peninsulei Moreea.

## Bătălia
În absența lui William, Andravida a fost lăsat sub conducerea lui Ioan de Katavas, un om cunoscut pentru vitejia sa, dar care acum era bătrân și suferea de gută. Deși schița generală a evenimentelor ulterioare este confirmată de raportul istoricului venețian Marino Sanudo, singura relatare detaliată disponibilă este narațiunea Cronicii din Moreea, a cărei acuratețe a fost pusă la îndoială. Conform Cronicii, după ce a aflat despre apropierea armatei imperiale, Katavas a luat cei 300 sau 312 de oameni disponibili și a ieșit în întâmpinarea bizantinilor, a cărei mărime este prezentată în Cronică diferit: de cincisprezece, optsprezece sau douăzeci de mii de soldați. În prezent, istoricii sunt siguri că aceste cifre au fost mult umflate, iar armata bizantină trebuie să fi numărat cel mult câteva mii. În orice caz, avea superioritate numerică față de armata latină.
Bizantinii au fost încrezători în propriile forțe și se spune că dansau și cântau. Într-un defileu îngust de la Prinitza (lângă Olimpia Antică), Katavas a atacat armata bizantină și i-a provocat o înfrângere răsunătoare: mulți soldați bizantini au fost uciși, în timp ce restul s-au împrăștiat și au căutat refugiu prin pădurile din jur. Însuși sebastokrator-ul Constantin abia a scăpat cu viața și a fugit cu restul trupelor sale la Mystras, unde era în siguranță. După ce a obținut o victorie importantă, Katavas  prudent nu s-a aventurat să-i urmărească pe bizantini și s-a întors la Andravida.

## Urmări
În Cronica din Morea un trimis al lui Mihail Paleologul îi reproșează comandantului bizantin, Constantin Paleologul, că a neglijat lecțiile Bătăliei de la Pelagonia și s-a confruntat direct cu francii în loc să folosească vreo stratagemă și să tragă cu arcașii în caii lor.
Constantin Paleologul și-a regrupat forțele și în anul următor a lansat o altă campanie de cucerire a principatului Ahaia. Cu toate acestea, eforturile sale au fost zădărnicite, iar mercenarii turci, care s-au plâns de neplata salariilor, au dezertat la ahei. William al II-lea a atacat apoi bizantinii slăbiți și a obținut o victorie majoră în bătălia de la Makryplagi. Cele două bătălii de la Prinitza și Makryplagi au pus astfel capăt eforturilor lui Mihail Paleologul de recuperare a întregii peninsule Moreea și au asigurat stăpânirea latină în Moreea timp de peste o generație.